# Sacre Imperi Romanogermànic
El Sacre Imperi Romanogermànic (alemany: Heiliges Römisches Reich; llatí: Sacrum Romanum Imperium) fou un imperi medieval amb terres a l'Europa occidental, central i meridional i governat per un sobirà investit amb el títol d'«emperador dels romans». Pretenia ser el continuador de l'Imperi Carolingi i, en última instància, de l'Imperi Romà. L'adjectiu Sacre, documentat per primer cop el 1157, fou afegit al seu nom durant el regnat de Frederic I Barba-roja (r. 1155-1190) per legitimar el seu poder apel·lant a Déu.
Fou conegut igualment com a Sacre Imperi Romà de la Nació Alemanya o Sacre Imperi Romà de la Nació Germànica (Sacrum Romanum Imperium Nationis Teutonicae i Heiliges Römisches Reich Deutscher Nation), identificant-lo amb Alemanya. Tanmateix, el seu nom en altres idiomes que antany foren llengües de l'imperi, com el neerlandès i l'italià, no fa cap referència als germànics. En alguns contextos, és anomenat Primer Reich o Vell Imperi per distingir-lo de l'Imperi Alemany.
Fou fundat al segle x per la dinastia dels otònides a partir de l'antiga Frància Oriental carolíngia. El nom Sacre Imperi es remunta al 1157, mentre que la denominació Sacre Imperi Romà és documentada per primera vegada cap al 1184 i fou d'ús habitual a partir del 1254. La referència a la nació alemanya o germànica data del segle xv. El territori de l'imperi patí canvis substancials al llarg dels segles. En el seu apogeu cobria gairebé tota l'Europa central, així com els Països Baixos, Bèlgica, Luxemburg, Suïssa i parts importants de França i Itàlia, per la qual cosa la seva història i la seva cultura formen part del llegat comú de molts estats europeus.
Les relacions entre l'emperador i els seus vassalls eren un estira-i-arronsa que tendia inexorablement a la descentralització, amb una estructura feudal complexa que abastava centenars d'entitats territorials. Al final del segle xi i el començament del segle xii, un seguit de topades amb el papat se saldaren amb una reculada dels emperadors i deixaren tocada la seva autoritat. La dignitat imperial no era hereditària, ans seguia un sistema electiu, amb un electorat integrat pels prínceps electors. El poder de l'emperador mai no fou absolut, car estava limitat per l'alta noblesa alemanya i, des de finals del segle xv, per la Dieta Imperial, formada pels representants dels estats imperials.
Originàriament, l'imperi combinava trets feudals i de teocràcia i els emperadors es reivindicaven com a autoritat suprema del món cristià. A mesura que avançava el temps, la influència creixent de la càtedra de sant Pere, la pugna constant pel control d'Itàlia i la puixança dels prínceps alemanys debilitaren significativament el poder central de l'imperi. En la baixa edat mitjana es començaren a imposar les forces centrífugues i els subjectes imperials assoliren un alt grau d'independència. Tanmateix, la Reforma Imperial de finals del segle xv i principis del segle xvi enfortí l'autoritat central i establí un nou equilibri de poder entre l'emperador i els diversos estaments. En canvi, la crisi associada a la Reforma protestant i la Guerra dels Trenta Anys conduí a un sistema en el qual el poder de l'emperador es veié minvat i la Dieta Imperial esdevingué la clau de volta de l'arquitectura imperial. L'imperi modern reconeixia l'autonomia dels seus subjectes i garantia els drets i privilegis dels estats. La Pau de Praga (1635) i la Pau de Westfàlia (1648) calmaren les convulsions religioses en el si de l'imperi i posaren fi a les pulsions centralistes.
El segle xviii fou testimoni del seu declivi terminal. Finalment, la creació de la Confederació del Rin el 1806, durant les guerres napoleòniques, convencé l'últim emperador, Francesc II, d'abdicar el tron i signar la dissolució del Sacre Imperi Romanogermànic per evitar que Napoleó assumís el títol imperial.

## Nom
El Sacre Imperi Romanogermànic, fundat el 962, es reivindicava com a successor de l'Imperi Romà de l'edat antiga i l'Imperi Carolingi i aspirava a ser un estat universal que unís tot el cristianisme occidental. El primer emperador, Otó I el Gran, es feia dir generalment imperator augustus (‘emperador august’) i excepcionalment imperator Romanorum et Francorum (‘emperador dels romans i els francs’).

## Caràcter delReich

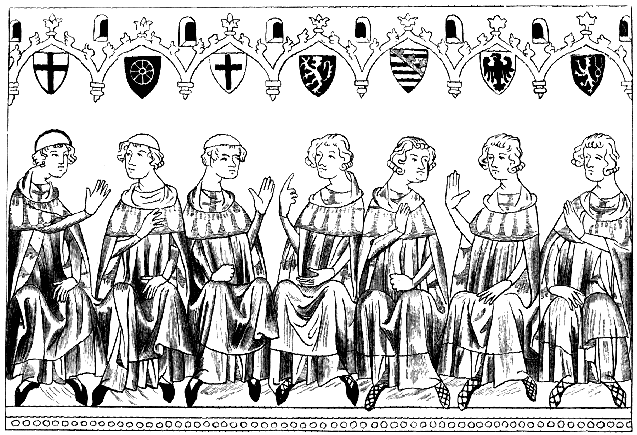
Els prínceps electors del Sacre Imperi germànic. De Bildatlas der Deutschen Geschichte per Dr. Paul Knötel (1895)

Bandera del Sacre Imperi del 1200 al 1350

El Sacre Imperi és una institució única i no va ser mai un estat nació. Malgrat el caràcter germànic de la major part dels seus governants i habitants, des dels seus inicis el Sacre Imperi va estar constituït per diversos pobles. Una part important de la seva noblesa i dels càrrecs electes procedia de fora de la comunitat germanoparlant. En el seu apogeu, l'imperi englobava la major part de les actuals Alemanya, Àustria, Suïssa, Liechtenstein, Bèlgica, els Països Baixos, Luxemburg, República Txeca, Eslovènia, així com l'est de França, nord d'Itàlia i oest de Polònia. I amb ells els seus idiomes, que comprenien no sols l'alemany amb els seus múltiples dialectes i variants, sinó les llengües eslaves, i les que més tard conformarien els moderns francès i italià. A més, la seva divisió entre territoris governats per nombrosos prínceps seculars i eclesiàstics, bisbes, comtes, cavallers imperials i ciutats lliures feien de l'imperi un territori molt menys cohesionat, almenys en l'època moderna, que els emergents estats moderns que tenia al seu voltant.
No obstant això, durant la major part de la seva existència, va ser alguna cosa més que una mera confederació. El concepte de Reich no solament implicava el govern d'un territori específic, sinó que tenia fortes connotacions religioses (d'aquí el prefix sacre). Fins al 1508, els reis alemanys no eren considerats com a emperadors del Reich fins que el papa, vicari de Crist a la Terra, els hagués coronat formalment com a tals. El Reich podria descriure's potser millor com una conjunció entre un estat i una confederació de caràcter religiós.

## Estructura i institucions

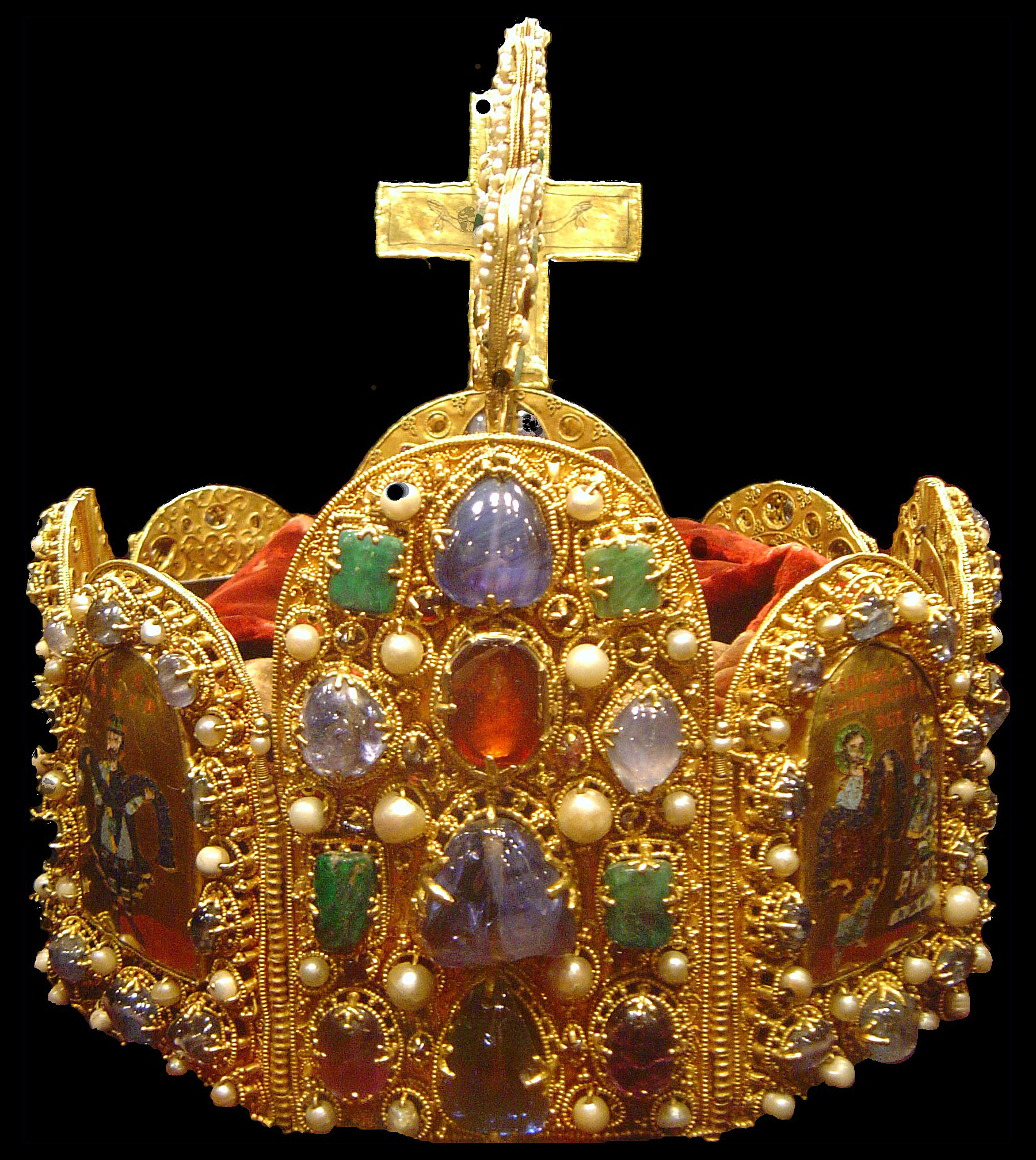
Corona del Sacre Imperi (segona meitat del, però tradicionalment atribuïda a Carlemany), conservada actualment en la Schatzkammer de Viena

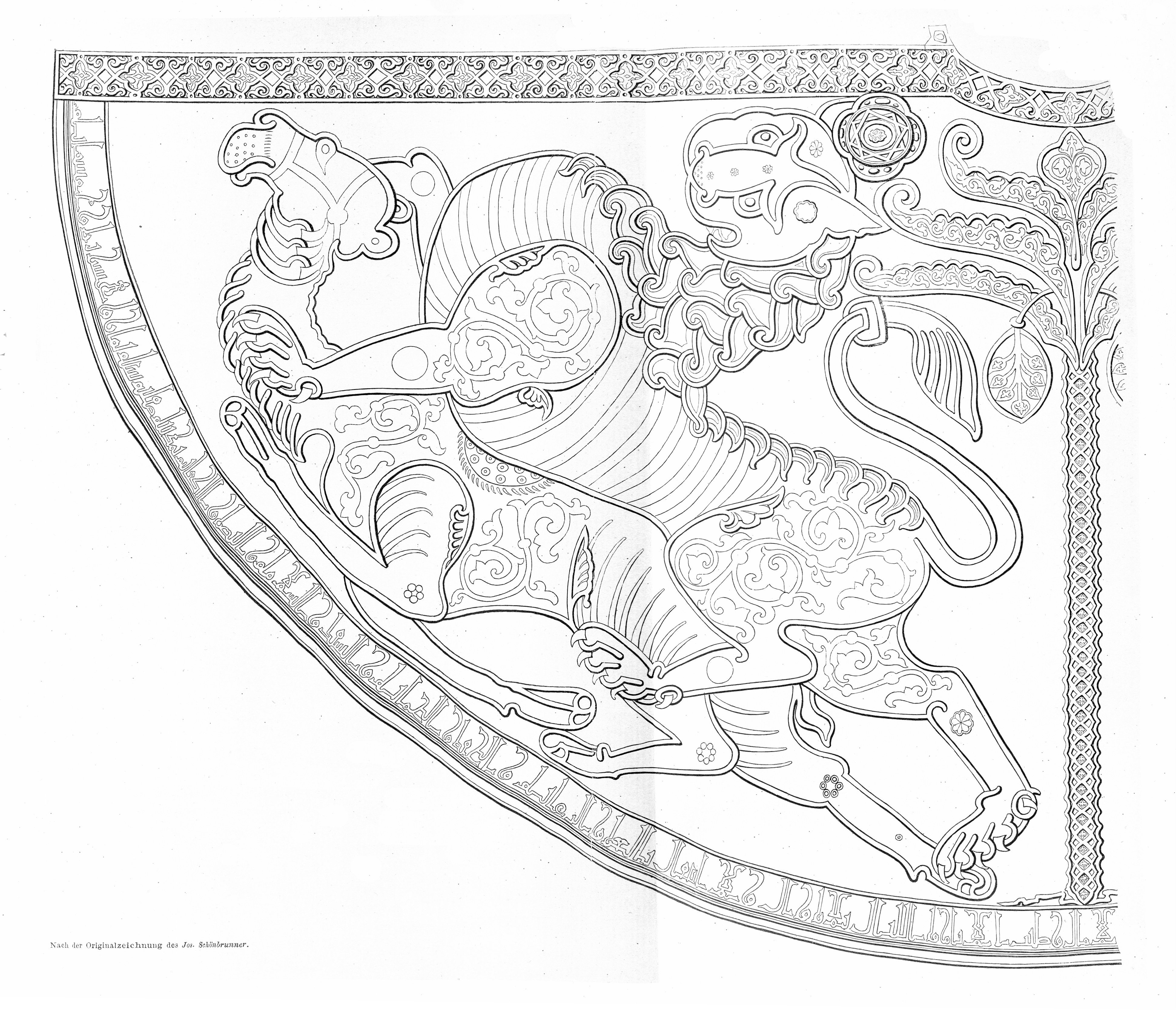
Part de l'escut imperial, 1857

Des de l'alta edat mitjana, el Reich es va caracteritzar per la peculiar coexistència entre l'emperador i els ducs dels territoris locals, en constant pugna per arrabassar-li el poder. En contraposició amb els governants de la Frància Occidental, part oest del Regnum Francorum, que més tard es convertiria en França, l'emperador mai no va aconseguir obtenir el control directe sobre els estats que oficialment regentava. De fet, des dels seus inicis es va veure obligat a cedir més i més poders als ducs i als seus territoris. L'esmentat procés començaria en el segle xii, concloent en gran manera amb la pau de Westfàlia (1648). Oficialment, el Reich es componia del rei, que havia de ser coronat emperador pel papa (fins a 1508), i els Reichsstände (estats imperials).

### Rei d'Alemanya
La coronació papal de Carlemany com a emperador dels romans el 800 va constituir l'exemple que van seguir els posteriors reis; i va ser l'actuació de Carlemany defensant el papa davant la rebel·lió dels habitants de Roma, el que va iniciar la noció de l'emperador com a protector de l'Església.
Convertir-se en emperador requeria accedir prèviament al títol de rei dels alemanys (Deutscher König). Des de temps immemorials, els reis alemanys havien estat designats per elecció. Tot i que en teoria tots els homes lliures del regne tenien dret de vot, el sufragi va acabar limitant-se als líders de les cinc tribus més importants (francs, saxons, bavaresos, suabis i turingis), i l'elecció de Lotari II, el 1125, es va dur a terme per mitjà d'un comitè de deu nobles eminents procedents dels diferents ducats arrel que, un cop feta l'elecció, van sotmetre la seva decisió a l'aprovació de la resta de magnats.
Aviat, els membres del col·legi electoral van quedar fixats a un selecte grup de prínceps que van reunir a l'elecció de Frederic I Barbaroja el 1152 i de Felip de Suàbia el 1198. El col·legi el componien l'Arquebisbe de Magúncia, l'Arquebisbe de Trèveris, l'Arquebisbe de Colònia, el Comte Palatí del Rin, el Duc de Saxònia, el Marcgravi de Brandenburg i el Rei de Bohèmia. Els sis primers electors corresponien als senyors feudals més importants de l'antic territori franc, mentre que el Rei de Bohèmia no era considerat un príncep de l'Imperi sinó el rei d'una nació veïna i, per tant, no podia assistir a les reunions ordinàries i només tenia vot a les eleccions imperials. El col·legi d'electors va quedar establert mitjançant la Butlla d'or de 1356. Fins al 1508, que Maximilià I va prendre el títol d'Erwählter Römischer Kaiser (Emperador romà electe) els nous reis electes s'havien de traslladar a Roma per ser coronats emperadors pel papa. No obstant això, habitualment el procés es demorava fins a la resolució d'algun conflicte «crònic»: imposar-se a l'inestable nord d'Itàlia, resoldre disputes pendents amb el patriarca romà, etc. La composició del col·legi va romandre invariable fins al 1621, en el curs de la Guerra dels Trenta Anys, l'elector palatí Frederic V es va revoltar contra l'emperador i fou expulsat del col·legi, concedint-se el seu lloc al Duc de Baviera (cap de la branca cadet de la mateix dinastia dels Wittelsbach). En acabar la guerra el 1648, d'acord amb el tractat de Münster, es va tornar a acceptar el Palatinat, de manera que el nombre d'electors s'incrementà a vuit. El 1692, de resultes de la transmissió del Palatinat a una branca catòlica dels Wittelsbach, el predomini protestant al col·legi es va veure en perill. Per tal d'evitar-ho, es va introduir com a nou membre el duc de Brunswick-Lüneburg, que seria conegut com a Elector de Hannover.
Les tasques habituals d'un sobirà, com decretar normes o governar autònomament el territori, van ser sempre, en el cas de l'emperador, summament complexes. El seu poder estava fortament restringit pels diversos líders locals. Des de la fi del segle xv, el Reichstag es va establir com a òrgan legislatiu de l'imperi, una complicada assemblea que es reunia a petició de l'emperador, sense una periodicitat establerta i en cada ocasió en una nova seu. El 1663, el Reichstag es va transformar en una assemblea permanent; vegeu Reichstag per a més detalls.

### Estats imperials
Una entitat era considerada com un Reichsstand (estat imperial) si, conforme a les lleis feudals, no tenia més autoritat per sobre que la de l'emperador del Sacre Imperi Romanogermànic. Entre els esmentats estats es comptaven:
- Territoris governats per un príncep o duc, i en alguns casos reis. (Als governadors del Sacre Imperi, amb l'excepció de la corona de Bohèmia, no se'ls permetia, en un primer moment, ser reis de territoris dins de l'imperi, però alguns van governar regnes fora d'aquest, com va ocórrer durant el segle xviii amb el Regne de la Gran Bretanya, el rei del qual era també príncep elector de Hannover.)
- Territoris eclesiàstics dirigits per un bisbe o príncep bisbe. En el primer cas, el territori era amb freqüència idèntic al de la diòcesi, recaient en el bisbe tant els poders mundans com els clericals. Un exemple, entre molts d'altres, podria ser el d'Osnabrück. Per la seva part, un príncep bisbe de notable importància al Sacre Imperi va ser el bisbe de Magúncia, la seu episcopal del qual es trobava en la catedral d'aquesta ciutat.
- Ciutats lliures imperials. El nombre de territoris era increïblement gran, arribant a diversos centenars en temps de la pau de Westfàlia, no ultrapassant, molts d'aquests, l'extensió d'uns quants quilòmetres quadrats. L'imperi en una definició afortunada era descrit com una «catifa feta de retalls» (Flickenteppich).

### Reichstag

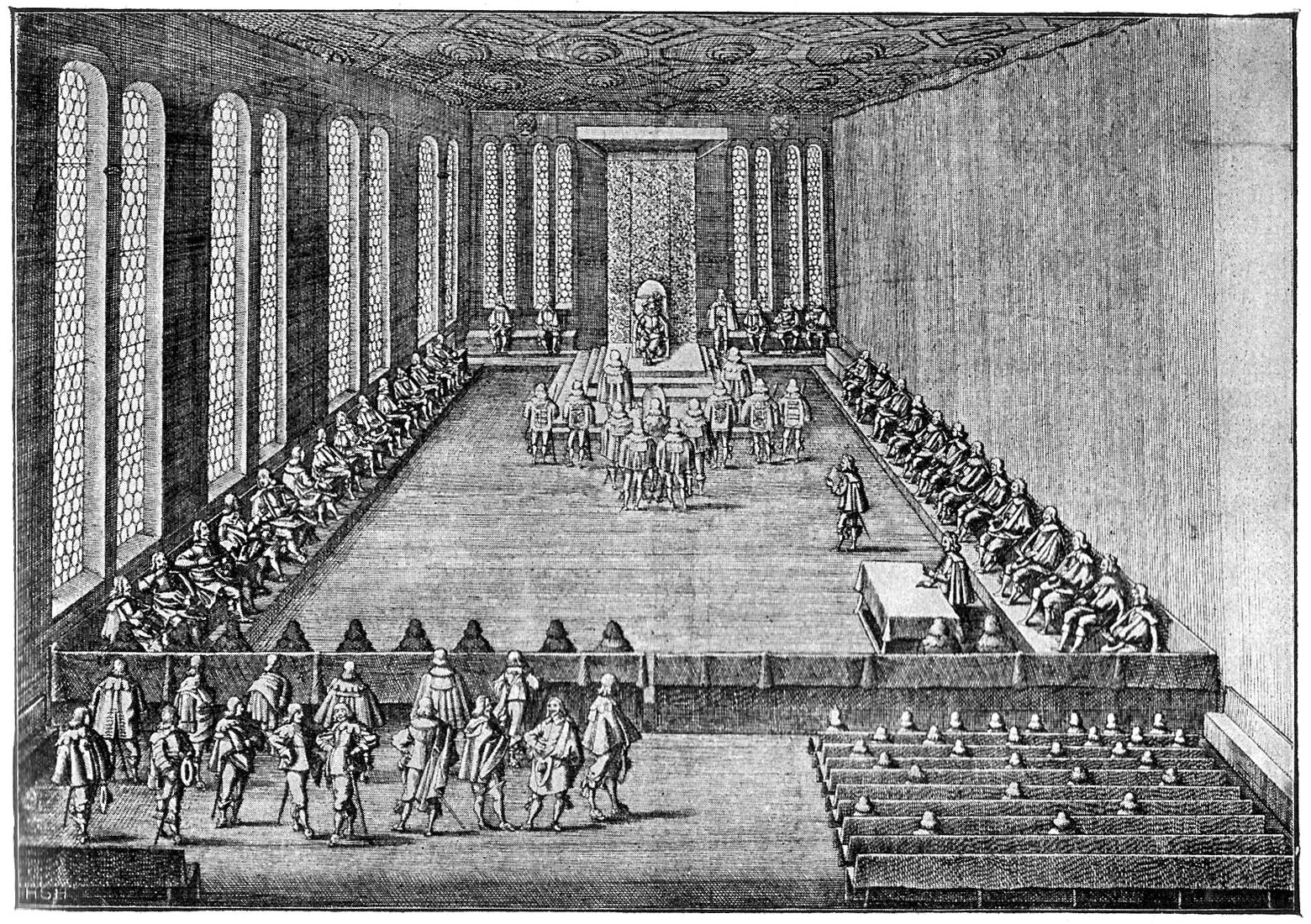
El Reichstag reunit a Ratisbona el 1640 (gravat de Matthäus Merian)

El Reichstag o dieta imperial era l'òrgan legislatiu del Sacre Imperi Romanogermànic. Es dividia en tres tipus o classes:
- El consell dels electors, que incloïa els electors del Sacre Imperi Romanogermànic.
- El consell dels prínceps, que incloïa tant laics com clergues.
  - El braç laic o secular: prínceps (amb títol de príncep, gran duc, duc, comte palatí, Marcgravi o Landgrave) tenien dret a vot; alguns tenien diversos vots en tenir el govern de més d'un territori amb dret a vot. Així mateix, el consell incloïa quatre col·legis que agrupaven comtes o Graf (comte alemany): Wetterau, Suàbia, Francònia, i Westfàlia. Cada col·legi podia emetre un vot conjunt.
  - El braç eclesiàstic: arquebisbes, alguns abats i els dos grans mestres de l'orde dels Cavallers Teutons i dels Cavallers de l'orde de Sant Joan de l'Hospital tenien cada un d'ells un vot. Diversos abats més estaven agrupats en dos col·legis: Suàbia i Rin. Cada col·legi tenia un vot col·lectiu.
- El consell de les ciutats imperials incloïen representants de les ciutats imperials agrupats en dos col·legis: Suàbia i Rin, amb un vot col·lectiu cada u. El consell de les ciutats imperials, no obstant això, no era totalment igual a la resta, ja que no tenia dret de vot en diverses matèries com el de l'admissió de nous territoris.

### Corts imperials
L'imperi també tenia dues corts: la Reichshofrat (també coneguda com a consell àulic) en la cort del rei/emperador (posteriorment radicada a Viena), i la Reichskammergericht, establerta mitjançant la Reforma imperial de 1495.

## Cronologia

### Dels francs de l'est a la querella de les investidures

Els canvis territorials de l'Imperi, superposats a les fronteres actuals

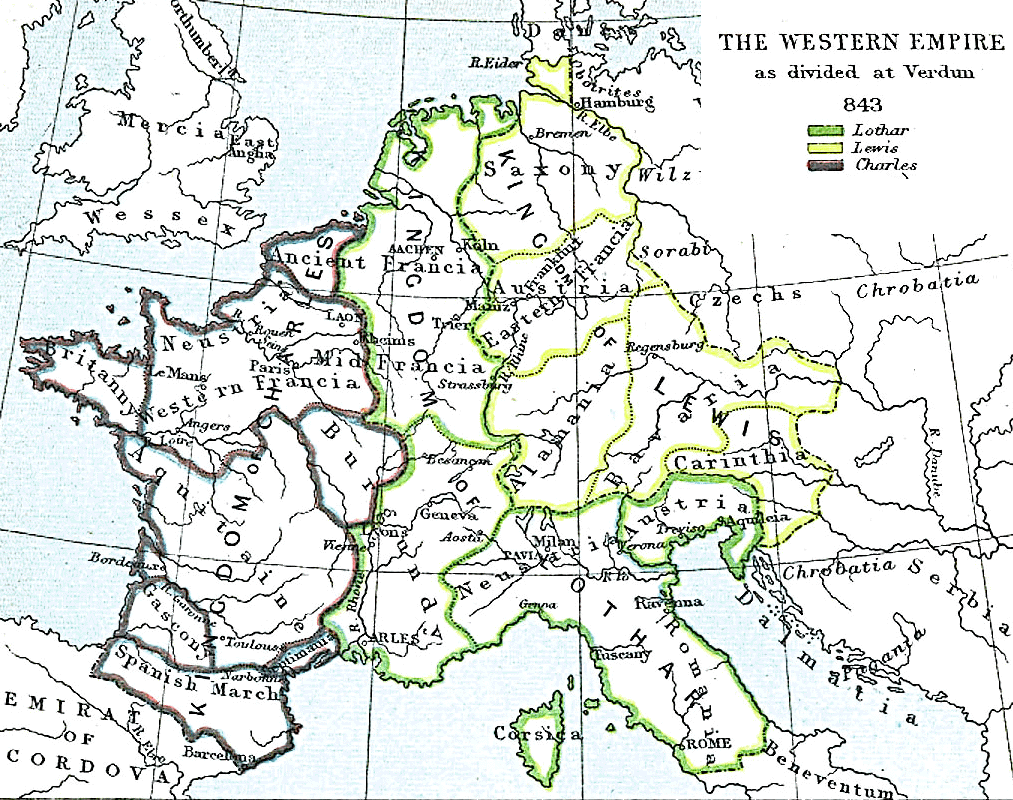
L'imperi occidental, tal com es va dividir en el tractat de Verdun, el 843. De lAtles to Freeman's Historical Geography, editat per J. B. Bury, Longmans Green i CO. Tercera edició, 1903

Encara que existeix una certa polèmica en el terreny de les interpretacions, l'any 962 se sol acceptar com el de la fundació del Sacre Imperi. Aquell any Otó I el Gran era coronat emperador, recuperant de manera efectiva una institució desapareguda des del segle v a Europa occidental.
Alguns remunten la recuperació de la institució imperial a Carlemany i la seva coronació com a emperador dels romans el 800. Tanmateix, els documents que va generar en vida la seva cort no donen un especial valor a l'esmentat títol i van continuar utilitzant principalment el de rei dels francs. Tot i així, en el Regne dels francs, s'incloïen els territoris de les actuals França i Alemanya, i aquest és l'origen d'ambdós països.
Molts historiadors consideren que l'establiment de l'imperi va ser un procés iniciat amb la fragmentació del Regne franc en el tractat de Verdun de 843. Mitjançant aquest tractat es repartia el regne de Carlemany entre els seus tres fills. La part oriental, i base del posterior Sacre Imperi, va recaure en Lluís el Germànic, els descendents del qual regnarien fins a la mort de Lluís IV, anomenat «el Nen», i que seria el seu últim rei carolingi.
Després de la mort de Lluís IV el 911, els líders d'Alemanya, Baviera, França i Saxònia encara van elegir com a successor un noble d'estirp franca, Conrad I. Però una vegada mort, el Reichstag reunit el 919 a la ciutat de Fritzlar va designar el comte de Saxònia, Enric I l'Ocellaire (919-936). Amb l'elecció d'un saxó, es trencaven els últims llaços amb el Regne dels francs occidentals (encara governats pels carolingis) i el 921, Enric I s'intitulava rex Francorum orientalum.
Enric va nomenar el seu fill Otó com a successor, que va ser elegit rei a Aquisgrà el 936. La seva posterior coronació com a emperador Otó I (més tard anomenat «el Gran») el 962 assenyala un pas important, ja que des de llavors passava a ser l'imperi -i no l'altre regne franc encara existent, el regne franc d'Occident- qui rebria la benedicció del papa. No obstant això, Otó va aconseguir la major part de la seva autoritat i poder abans de la seva coronació com a emperador, quan l'agost de 955 va derrotar els magiars a la batalla de Lechfeld i els eslaus obotrites sotmesos a la batalla de Recknitz l'octubre de 955, amb la qual cosa va allunyar el perill que aquest poble representava per als territoris orientals del seu regne. Aquesta victòria va ser capital per al reagrupament de la legitimitat jeràrquica en una superestructura política que estava disgregant-se a la manera feudal des del segle anterior i el rei germànic va poder intervenir de nou a Itàlia.
Des del moment de la seva celebració, la coronació d'Otó va ser coneguda com la translatio imperii, la ficció segons la qual suposadament es transferia l'imperi dels romans a un nou imperi. Els emperadors germànics es consideraven successors directes dels seus homòlegs romans, motiu pel qual es van autodenominar Augustus. Tanmateix, no van utilitzar l'apel·latiu d'emperadors dels «romans», probablement per no entrar en conflicte amb els de Constantinoble, que encara utilitzaven l'esmentat títol. El terme imperator Romanorum només arribaria a ser d'ús comú més tard, sota el regnat de Conrad II (1024 a 1039).
Per aquestes dates, el regne oriental no era tant un regne «alemany», com una «confederació» de les velles tribus germàniques dels bavaresos, alamans, francs i saxons. L'imperi com a unió política probablement només va sobreviure a causa de la determinació del rei Enric i el seu fill Otó, que malgrat ser oficialment elegits pels líders de les tribus germàniques, de fet tenien la capacitat de designar els seus successors.
Poc després de la mort de l'emperador Otó I el 973, va començar el conflicte contra l'emperador Otó II que van encapçalar Enric II de Baviera, Enric I de Caríntia i Enric I d'Augsburg, i que Otó va aixafar.
Després de la mort d'Enric II el 1024 sense haver deixat descendència, Conrad II, iniciador de la dinastia sàlica, va ser elegit rei llavors, només després de successius debats. Com es va realitzar l'elecció del rei, sembla una complicada combinació d'influència personal, picabaralles tribals, herència i aclamació per part d'aquells líders que eventualment formaven part del col·legi de prínceps electors.
En aquesta etapa, es comença a fer evident el dualisme entre els «territoris», en aquell temps corresponents als de les tribus assentades als països francs, i el rei/emperador. Cada rei preferia passar la major part del temps als seus territoris d'origen. Els saxons, per exemple, passaven la major part del temps als palaus al voltant de les muntanyes del Harz, sobretot a Goslar. Aquestes pràctiques sols van canviar sota Otó III del Sacre Imperi (rei al 983, emperador entre 996-1002), que va començar a utilitzar els bisbats de tot l'imperi com a seus del govern temporal. A més, els seus successors, Enric II, Conrad II i Enric III, van exercir un major control sobre els ducs dels diferents territoris. No és casualitat, per tant, que en aquest període canviés la terminologia i apareguessin les primeres mencions com a regnum Teutonicum.
El funcionament de l'imperi gairebé va quedar col·lapsat a causa de la querella de les investidures, per la qual el papa Gregori VII va promulgar l'excomunió del rei Enric IV (rei el 1056, emperador entre 1084-1106). Encara que l'edicte es va retirar el 1077, després de la marxa de Canossa, l'excomunió va tenir conseqüències de gran abast. A l'any d'interval, els ducs alemanys van elegir un segon rei, Rodolf de Suàbia, a qui Enric IV sols va poder enderrocar el 1080, després de tres anys de guerra. L'halo de misticisme de la institució imperial va quedar irremeiablement fet malbé; el rei alemany havia estat humiliat i, el que era més important, l'Església s'havia convertit en un actor independent dins del sistema polític de l'imperi.

### L'imperi sota els Hohenstaufen

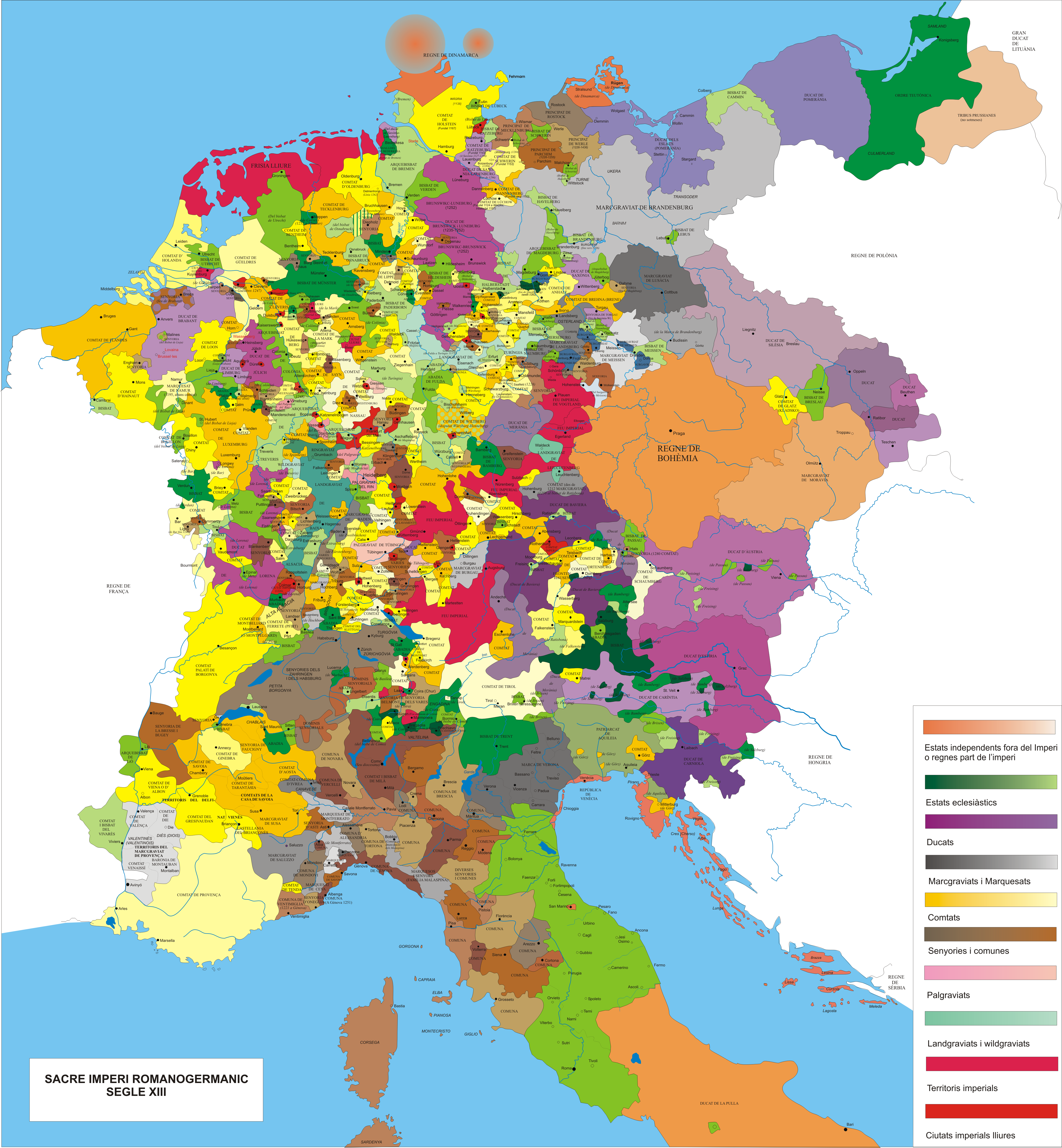
Sacre Imperi Romanogermànic a la primera meitat del

Conrad III d'Alemanya va arribar al tron el 1138, i va iniciar una nova dinastia, la dels Hohenstaufen. Amb aquesta, l'imperi va entrar en una època d'apogeu sota les condicions del concordat de Worms de 1122. D'aquest període es pot destacar la figura de Frederic I Barba-roja (rei des del 1152, i emperador entre 1155-1190), que seria el primer a rebatejar l'imperi com a «Sacre imperi», i programaria la instauració d'un cos legislatiu unificat.
Sota el seu regnat, va prendre força la idea de romanitat de l'imperi, com a manera de proclamar la independència de l'emperador respecte a l'Església. Una assemblea imperial el 1158 a Roncaglia va proclamar de manera explícita els drets imperials. Aconsellada per diversos doctors de l'emergent facultat de dret de la Universitat de Bolonya, es van inspirar en el Corpus Iuris Civilis, d'on van extreure principis com el de princeps legibus solutus («el príncep no està sotmès a la llei») del Digest. El fet que les lleis romanes haguessin estat creades per a un sistema totalment diferent, i que no fossin adequades a l'estructura de l'imperi, era òbviament secundari; la importància raïa en l'intent de la cort imperial d'establir una espècie de text constitucional.
Fins a la querella de les investidures, els drets imperials eren referits de forma genèrica com a «regalies», i no va ser fins a l'assemblea de Roncaglia que els esmentats drets van ser explicitats. La llista completa incloïa drets de peatge, tarifes, monedatge, impostos punitius col·lectius, i la investidura (elecció i destitució) dels detentors de càrrecs públics. Aquests drets buscaven la seva justificació de manera explícita en el dret romà, un acte legislatiu de profund calat; al nord dels Alps, el sistema també estava lligat al dret feudal. Barba-roja va aconseguir així vincular els tossuts ducs germànics amb el concepte de la institució imperial, com a ens unificador.
Un altre pas constitutiu important que es va realitzar a Roncaglia va ser l'establiment d'una nova pau (Landfrieden), una idea que en aquells temps encara no era universalment acceptada, i que s'assemblaria al concepte modern de l'imperi de la llei.
Per solucionar el problema que suposava que l'emperador (després de la querella de les Investidures) no pogués continuar utilitzant l'Església com a part del seu aparell de govern, els Staffen van cedir cada vegada més territori als «ministerialia», que formalment eren serfs no lliures, dels quals Frederic esperava que fossin més submisos que els ducs locals. Utilitzada inicialment per a situacions de guerra, aquesta nova classe formaria la base de la cavalleria, un altre dels fonaments del poder imperial.
Un altre nou concepte de l'època va ser la sistemàtica fundació de ciutats, tant per l'emperador, com pels ducs locals. Aquest fenomen, justificat pel creixement explosiu de la població, també va suposar una forma de concentrar el poder econòmic en llocs estratègics, tenint en compte que les ciutats ja existents eren fonamentalment d'origen romà o antigues seus episcopals. Entre les ciutats fundades al segle xii, s'inclouen Friburg de Brisgòvia, model econòmic per a moltes altres ciutats posteriors, o Múnic.
El regnat de l'últim dels Staufen va ser en molts aspectes diferent dels dels seus predecessors. Frederic II d'Alemanya va pujar al tron de Sicília sent encara un nen. Mentrestant, a Alemanya, el net de Barba-roja Felip de Suàbia i el fill d'Enric el Lleó Otó IV, li van disputar el títol de rei dels alemanys. Després de ser coronat emperador el 1220, es va arriscar a un enfrontament amb el papa en reclamar poders sobre Roma; sorprenentment per a molts, va aconseguir prendre Jerusalem en la sisena croada de 1228, quan encara pesava sobre ell l'excomunió papal.
Alhora que Frederic elevava l'ideal imperial a les seves cotes més altes, va iniciar també els canvis que portarien a la seva desintegració. D'una banda, es va concentrar a establir un estat de gran modernitat a Sicília, en serveis públics, finances o legislació. Però alhora, Frederic va ser l'emperador que va cedir majors poders davant dels ducs germànics. I això ho va fer mitjançant la instauració de dues mesures de llarg abast que mai no serien revocades pel poder central.
En la Confoederatio cum princibus ecclesiasticis de 1220, Frederic va cedir una sèrie de regalies a favor dels bisbes, entre aquestes impostos, encunyació, jurisdiccions i fortificacions, i més tard, el 1232 el Statutem in favorem principum va ser fonamentalment una extensió d'aquests privilegis a la resta de territoris (els no eclesiàstics). Aquesta última cessió, la va fer per acabar amb la rebel·lió del seu mateix fill Enric, i malgrat que molts d'aquests privilegis ja havien existit anteriorment, ara es trobaven garantits d'una manera global, d'una vegada i per a tots els ducs alemanys, en permetre'ls ser els garants de l'ordre al nord dels Alps, mentre que Frederic es restringia a les seves bases a Itàlia. El document de 1232 assenyala el moment en què per primera vegada els ducs alemanys van ser designats domini terrae, senyors de les seves terres, un canvi terminològic molt significatiu.

### Ressorgiment dels territoris en l'imperi després dels Stauffen
En morir Frederic II el 1250, es va iniciar un període d'incertesa, cap de les dinasties susceptibles d'aportar un candidat a la corona no es va mostrar capaç de fer-ho, i els principals ducs electors van elevar a la corona diversos candidats que competien entre si. Aquest període se sol conèixer com Gran Interregne i va del 1246 (amb l'elecció d'Enric I Raspe i el comte Guillem II d'Holanda del partit güelf en oposició a Conrad IV d'Alemanya del partit gibel·lí) fins al 1273, quan coronen Rodolf I d'Alemanya.
Les dificultats en l'elecció d'emperador van portar a l'aparició d'un col·legi d'electors fix, els Kurfürsten, la composició del qual i procediments van ser establerts mitjançant la Butlla d'or de 1356. La seva creació és amb tota probabilitat el que millor simbolitza la creixent dualitat entre Kaiser und Reich, emperador i regne, i amb això, el final de la seva identificació com una sola cosa. Una mostra d'això, la tenim en la forma en què els reis del període post-Stauffen van aconseguir mantenir el seu poder. Inicialment, la força de l'imperi (i les seves finances) tenien la seva base en gran manera als territoris propis de l'imperi, també anomenats Reichsgut, que sempre van pertànyer al rei (i incloïen diverses ciutats imperials). Després del segle xiii, la seva importància va disminuir (encara que algunes parts es van mantenir fins al final de l'imperi, el 1806). Al seu lloc, els Reichsgut van ser empenyorats als ducs locals, amb objecte, de vegades, d'obtenir diners per a l'imperi però, amb més freqüència, per recompensar lleialtats o com a manera de controlar els ducs més obstinats. El resultat va ser que el govern dels Reichsgut va deixar d'obeir a les necessitats del rei o els ducs.
Per la seva banda, els reis, començant per Rodolf I d'Alemanya, van confiar de forma creixent en els seus territoris o estats patrimonials com a base per al seu poder. A diferència dels Reichsgut, que majoritàriament estaven escampats i eren difícilment administrables, els seus territoris eren comparativament compactes i, per tant, més fàcils de controlar. D'aquesta manera, el 1282, Rodolf I posava a disposició dels seus fills Àustria i la Steiermark.
Amb Enric VII, la dinastia Luxemburg va entrar en escena i el 1312 va ser coronat com el primer emperador del Sacre Imperi des de Frederic II. Després d'ell, tots els reis i emperadors es van sostenir gràcies als seus propis estats patrimonials (Hausmacht): Lluís IV de Baviera, de Wittelsbach, (rei el 1314, emperador entre 1328-1347) als seus territoris de Baviera; Carles IV de Luxemburg, net d'Enric VII, va fundar el seu poder en els estats patrimonials de Bohèmia. És interessant constatar com, arran d'aquesta situació, augmentar el poder dels estats i territoris de l'imperi va esdevenir un dels principals interessos de la corona, ja que amb això disposava de major llibertat en els seus propis estats patrimonials.
El segle xiii també va veure un canvi molt més profund tant de caràcter estructural com en la forma en la qual s'administrava el país. En el camp, l'economia monetària va anar guanyant terreny davant el canvi i el pagament en jornades del treball. Cada vegada més, es demanava als camperols el pagament de tributs per les seves terres; i el concepte de «propietat» va anar substituint les anteriors formes de jurisdicció, encara que van continuar molt vinculades entre si. Als diferents territoris de l'imperi, el poder es va anar concentrant en unes quantes mans: els detentors dels títols de propietat també ho eren de la jurisdicció, de la qual derivaven altres poders. És important remarcar, no obstant això, que jurisdicció no implicava poder legislatiu, que fins al segle xv va ser virtualment inexistent. Les pràctiques legislatives s'assentaven fonamentalment en usos i costums tradicionals, recollits en costumaris.
Durant aquest període, els territoris comencen a transformar-se en els precedents dels estats moderns. El procés va ser molt diferent entre territoris, i fou més ràpid en aquelles unitats que mantenien una identificació directa amb les antigues tribus germàniques, com Baviera, i més lent en aquells territoris dispersos que es fonamentaven en privilegis imperials.

### Reforma imperial

Mapa de l'imperi amb la divisió de cercles de 1512

La branca imperial de la Casa de Luxemburg es va extingir amb la mort de l'emperador Segimon i va ser succeïda a la corona imperial pels Habsburg amb la coronació de Frederic III a Roma el 19 de març de 1452.
La construcció de l'imperi estava encara lluny del seu final a inicis del segle xv, encara que algunes de les seves institucions i procediments havien estat establerts per la Butlla d'or de 1356, les regles sobre com el rei, els electors i els altres ducs havien de cooperar en l'imperi, depenien de la personalitat de cada rei. Això va resultar fatal, quan Segimon i Frederic III van defugir els territoris tradicionals de l'imperi, residint preferentment en els seus estats patrimonials. Sense la presència del rei, l'antiga institució del Hoftag, l'assemblea dels dirigents del regne, va caure en la inoperància, mentre el Reichstag encara no exercia com a òrgan legislatiu de l'imperi, i encara pitjor, els ducs amb freqüència s'embolicaven en disputes internes, que sovint desembocaven en guerres locals.
En la mateixa època, l'Església vivia també temps de crisi. El conflicte entre diferents papes que competien entre si sols va poder resoldre's en el concili de Constança (1414-1418) i després del 1419 les energies se centrarien a lluitar contra l'heretgia hussita. La idea medieval d'un únic Corpus christianum, en què papat i imperi eren les institucions principals, iniciava el seu declivi. Arran d'aquests dràstics canvis, van emergir fortes discussions sobre el mateix imperi durant el segle xv. Les regles del passat ja no s'ajustaven de forma correcta a l'estructura del present, i augmentava el clamor que demanava un reforçament dels antics Landfrieden. Durant aquest temps, el concepte de «reforma» va emergir, en el sentit del verb llatí reformes, 'recuperar la forma' pretèrita que s'havien perdut.
Frederic III es va imposar en tots els conflictes sobrevivint als seus oponents, heretant les terres de Ladislau el Pòstum, de qui va guanyar la Baixa Àustria el 1457, i l'Alta Àustria del seu germà Albert, qui el 1462 va aixecar una insurrecció contra ell a Viena i l'emperador, que va rebre el suport del rei de Bohèmia, Jordi de Poděbrady, va ser assetjat a la seva residència per súbdits rebels. L'emperador no va mantenir les seves promeses econòmiques el que va induir a Maties Corví a fer la guerra en contra d'ell per tercera vegada el 1481. El rei hongarès va conquerir totes les fortaleses en els dominis hereditaris de Frederic. Frederic va necessitar els ducs per finançar la guerra el 1486 i perquè el seu fill, el futur Maximilià I d'Habsburg, fora elegit rei, es va trobar amb la demanda unànime dels ducs de participar en una cort imperial. Per primera vegada, l'assemblea d'electors i altres ducs prenia el nom de Reichstag (a la qual més tard s'afegirien les ciutats imperials). Finalment, l'1 de juny de 1485, al capdavant de 8.000 veterans, va fer la seva entrada triomfal a Viena, la qual va fer la seva capital, romanent en mans hongareses fins a la seva mort. A continuació, Estíria, Caríntia i Carniola van caure una darrere l'altre; Trieste es va salvar per la intervenció d'un cos expedicionari venecià. A la mort de Maties Corví en 1490 esclatà la Guerra de Successió Hongaresa i Frederic recuperà els territoris perduts durant la guerra austro-hongaresa,
A la mort del seu pare el 1493, Maximilià I va reforçar l'autoritat imperial i centralitzà l'administració als seus extensos dominis, augmentats pel seu matrimoni amb Maria de Borgonya, que posteriorment passaren al seu net i successor Carles V. Va convocar el Reichstag a Worms el 1495, i el rei i els ducs van acordar diverses lleis, comunament conegudes com la Reforma imperial per a donar de nou una estructura a un imperi en desintegració, entre elles l'establiment dels Estats del Cercle Imperial i el Reichskammergericht, (cort de la cambra imperial), que en diferent grau persistirien fins al final de l'imperi el 1806. El 1499, després de la batalla de Dornach, que clogué la guerra de Suàbia, reconegué la independència de Suïssa mitjançant el tractat de Basilea. Es van necessitar algunes dècades més fins que la nova reglamentació fou universalment acceptada i la nova cort va començar a operar i fins al 1512 no s'acabaren de formar els cercles imperials. El rei, a més, es va assegurar que la seva pròpia cort, el Reichshofrat, continués funcionant en paral·lel a la Reichskammergericht. L'imperi va rebre també en 1512 el seu nou títol, Heiliges Römisches Reich Deutscher Nation (Sacre Imperi Romanogermànic).

### Crisi després de la Reforma
Quan Martí Luter va iniciar el 1517 el que més tard es coneixeria com a Reforma Protestant, molts ducs locals van veure l'oportunitat d'oposar-se a l'emperador. L'imperi es va veure fatalment dividit per les disputes religioses, amb el nord i l'est, així com moltes de les seves majors ciutats, com Estrasburg, Frankfurt i Nuremberg, en el costat protestant, mentre les regions meridionals i occidentals es mantenien majoritàriament en el catolicisme.

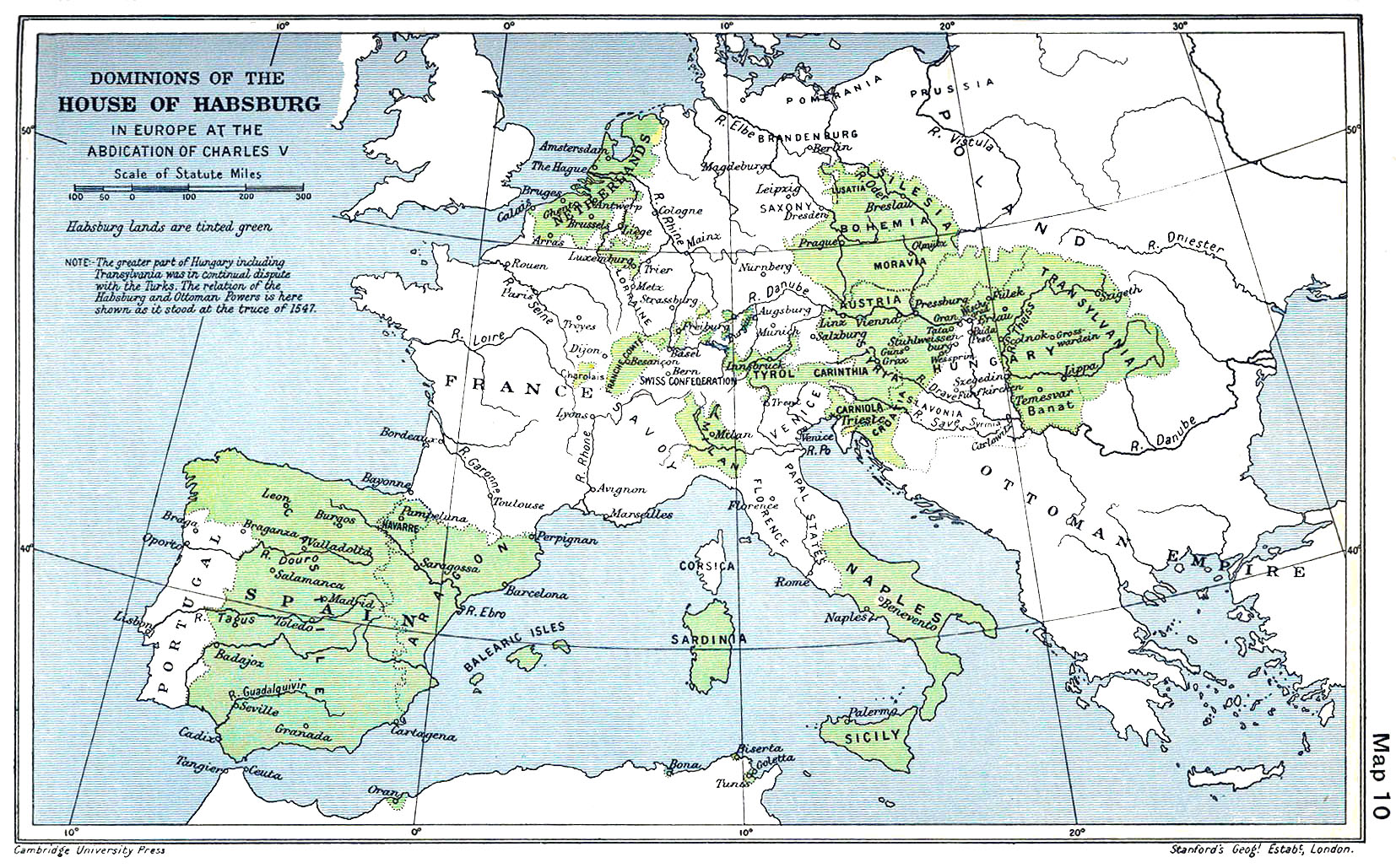
Possessions de Carles I a Europa en el moment d'abdicar en 1547

El 12 de gener del 1519 va morir Maximilià I i el seu net Carles va ser escollit a Frankfurt del Main com a rei dels Romans, cosa que el va convertir en el sobirà del Sacre Imperi Romanogermànic. Carles I va rebre quatre herències per part dels seus avis Ferran II el Catòlic la Corona d'Aragó, el Regne de Nàpols, Sardenya i Sicília, d'Isabel I de Castella: el regne de Castella i Lleó, el Regne de Navarra, les illes Canàries, les places del Nord d'Àfrica, els territoris americans i el regne de Granada, de l'emperador Maiximilià, Àustria i els drets de la corona imperial, i de Maria de Borgonya,: Borgonya, Artois, Luxemburg, els Països Baixos, Flandes, el Franc Comtat. Carles I va mantenir vint-i-cinc anys de guerra amb Francesc I de França. La primera guerra va iniciar-se el 1521 i finalitzà el 1526, a causa de disputes territorials a Navarra i a Itàlia, l'elecció de Carles com a emperador del Sacre Imperi Romanogermànic i la necessitat del papa Lleó X d'aliar-se amb Carles per combatre Martí Luter. Els francesos van atacar Flandes i Carles V ocupà el Ducat de Milà, i la guerra va acabar amb la derrota a la batalla de Pavia, on Francesc I va ser capturat i va signar el tractat de Madrid de 1526 la renuncia als seus drets sobre els territoris italians i de Flandes en favor de Carles, es comprometia a casar-se la germana de l'emperador, i renunciava a donar suport a Enric II de Navarra per a la recuperació de Navarra, tot i que en quedar en llibertat va trencar les condicions del tractat, i es va reunir amb la Lliga de Cognac i el papa Climent VII esclatant una nova guerra en la que les tropes imperials van saquejar Roma, Francesc va haver de renunciar a intervenir en Itàlia per la Pau de Cambrai i Carles renunciar a les seves pretensions sobre Borgonya. L'imperi turc de Solimà I el Magnífic, amb el suport de Francesc I de França, va ser una gran amenaça per l'imperi de Carles, assetjant Viena i assetjant els vaixells hispànics a la mediterrània, i va organitzar la Jornada de Tunis, el 1535 en la que va prendre Tunis a Oruç Reis i la Jornada d'Alger, en 1541, que va fracassar a causa del mal temps. El 1536 va començar un nou conflicte entre França i l'Imperi dels Habsburg a partir de l'annexió del ducat de Milà a l'Imperi, la que Francesc, aliat amb els protestants alemanys va respondre envaint Savoia, fins que va arribar el seu final amb la treva de Niça fins que el 1542 esclatà una nova guerra El 1544 la Pau de Crepy va posar fi a les lluites entre Carles i Francesc, que es van aliar contra els otomans.
Maximilià II va ser coronat 1562 rei dels romans després d'assegurar als electors catòlics de la seva fidelitat a la fe, i prometent als electors protestants que acceptava públicament la confessió d'Augsburg, i l'acceptaria en la seva condició d'emperador en el seu moment, i el setembre de 1563 va ser coronat rei d'Hongria. A la mort del seu pare, el juliol de 1564, el va succeir en la dignitat imperial i en els regnes d'Hongria, Croàcia i Bohèmia i l'Alta i Baixa Àustria. Creia en la necessitat d'una reforma profunda de l'Església que el papa Pius IV no va acceptar, va concedir llibertat religiosa a Àustria, i es va negar a permetre la publicació dels decrets del Concili de Trento però no va accedir a les demandes dels prínceps luterans. Amb un gran exèrcit, Maximilià va marxar a defensar els seus territoris dels otomans, sense cap combat decisiu, i la treva es va fer el 1568; l'emperador va seguir pagant tribut al sultà com a preu de la pau a les zones de l'oest i nord del regne hongarès encara sota el control dels Habsburg. Les relacions entre Maximilià i Felip d'Espanya havien millorat des de la mort del fill de Felip, Carles, que obria el camí per a la successió de Maximilià, o d'un dels seus fills, al tron espanyol, però no va poder moderar les actuacions del rei espanyol contra els rebels dels Països Baixos espanyols. En 1570 l'emperador va reunir la dieta de Speyer. En 1575, Maximilià va ser triat per part dels magnats polonesos i lituans com a rei de Polònia en contra d'Esteve Bathory, però no va aconseguir arribar a ser àmpliament acceptat allà i es va veure obligat a abandonar Polònia.
Carles V, defensor de la unitat religiosa catòlica, va veure distorsionada la seva tasca a causa del luteranisme que estava sorgint a Alemanya. El 1521, Martí Luter va ser declarat proscrit a la Dieta de Worms i així es va iniciar l'enfrontament religiós entre catòlics i luterans, posteriorment coneguts com a protestants: els seguidors de la doctrina de Luter es van reunir com a ordes reformades en la Segona Dieta de Speyer de 1529, on van protestar contra la decisió de l'emperador de restablir l'Edicte de Worms, que havia estat suspès en la precedent Dieta de Speyer de 1526. El 1530, durant la Dieta d'Augsburg li va presentar la Confessió d'Augsburg. El 1531 els protestants formen la lliga d'Esmalcalda i s'alien amb França i Dinamarca en una guerra contra l'emperador, que va respondre amb el Concili de Trento i la Contrareforma. Malgrat que a la Guerra d'Esmalcalda l'emperador va derrotar la Lliga a la batalla de Mühlberg, el maig de 1547, Carles V convocà els estats generals de 1547/48, on va proclamar l'Ínterim d'Augsburg, una mena de compromís entre catolicisme i protestantisme que nogensmenys donava prioritat al catolicisme per tal de reintegrar el moviment luterà a l'Església catòlica i evitar la divisió de la Imperi. Per defensar la seva autonomia, Maurici de Wettin, Guillem el Savi, Albert Alcibíades i el seu cosí Albert I de Prússia van reaccionar amb l'Aliança de Torgau de 1551 mentre les tropes franceses van marxar contra el Rin per ocupar els Tres Bisbats. Després que els prínceps luterans aliats signessin el tractat de Chambord, les seves forces van fer campanya al Tirol i van obligar Carles a fugir a Villach, fins que l'agost de 1552 l'arxiduc Ferran I d'Àustria, va concloure la pau de Passau, per la qual va acceptar formalment la confessió luterana, confirmada pel mateix emperador a la pau d'Augsburg de 1555.

### Divisió de l'imperi
Cansat de les nombroses guerres, durant les abdicacions de Brussel·les de 1555-1556, Carles I va deixar la corona Imperial al seu germà Ferran I d'Àustria i les de Castella i Lleó i Aragó, juntament amb les Índies Occidentals i les places nord-africanes al seu fill gran Felip II de Castella. Va retornar a Castella i el dia 3 de febrer de 1557 es va recloure al monestir de Yuste, Càceres, on va morir el 21 de setembre de 1558.
A Ferran, germà petit de l'emperador Carles V, li fou encarregat pel seu germà el govern dels històrics territoris de la Casa d'Àustria: l'Arxiducat d'Àustria, el Comtat del Tirol, el Ducat d'Estíria, el Ducat de Caríntia i el Ducat de Carniola i fou nomenat per l'emperador, rei de romans, títol vinculat a l'hereu de l'Imperi. Amb la derrota i mort del rei Lluís II d'Hongria a la Batalla de Móhacs, Solimà II havia ocupat la major part d'Hongria i únicament resistia una petita llenca de terra hongaresa entre Àustria i l'Imperi Otomà, i la derrota hongaresa comportà l'elecció de Ferran com a rei de Bohèmia i d'Hongria però també l'inici d'un període que duraria més de 150 anys de setges otomans sobre Viena. Amb l'elecció de Ferran com a rei d'Hongria, certs sectors de la noblesa hongaresa es posicionaren en contra de l'emperador i a favor de Joan Zapolya, el voivode de la Transsilvània. La batalla de Tokaj, de l'any 1527, entre els partidaris de Ferran i els partidaris de Joan, donà la victòria a Ferran i consolidà el domini austríac sobre les restes de l'antic Regne d'Hongria. L'any 1529, es produí l'atac otomà més important sobre la capital austríaca i Ferran hagué de buscar refugi a Praga fins que els otomans aixecaren el setge, significant un punt d'inflexió en les guerres otomanes a Europa. En el Tractat de Nagyvárad, de l'any 1538, Ferran esdevingué el successor dels drets de Joan Zapolya. Malgrat tot, el problema hongarès no es pogué donar per conclòs perquè un fill de Zapolya, fou elegit, amb el suport del rei Segimon II August de Polònia, rei d'Hongria. El problema acaba quan l'arxiduquessa Elisabet d'Àustria es casà amb el rei Segimon II August de Polònia. El 1540 la mort de Joan I d'Hongria va portar Àustria a avançar novament cap a Buda, que finalment caigué en mans otomanes en el setge de 1541, com també Pest i va procedir a aniquilar de facto el regne d'Hongria, i l'emperador Ferran va fracassar en l'intent de conquesta de les ciutats de Buda i Pest el 1542, que acabaven de caure en mans però va ser rebutjat pels otomans. El 1551, quan va ser imposat un tractat de pau, l'Hongria habsbúrguica havia estat reduïda a una terra de frontera. Tanmateix, a Eger els austríacs van obtenir una sorprenent victòria, en part gràcies als esforços dels civils presents.
Després de la mort de l'emperador Carles V, el seu germà Ferran assumí el títol d'emperador del Sacre Imperi fins a la seva mort, quan els seus fills es repartiren els territoris, Maximilià II heretà el títol imperial i l'arxiducat d'Àustria, Carles II el ducat d'Àustria Interior, i Ferran II el ducat d'Àustria Anterior i el comtat de Tirol. En morir Carles, que havia fundat Karlovac per fer front als otomans, el ducat va passar a Ferran, que va morir el 24 de gener de 1595 i com els fills del seu primer matrimoni no tenien dret a l'herència, i del segon només van sobreviure filles, va rebre la seva herència arxiduc Maties I, nebot de Ferran, que es va reunificar amb l'altra línia d'Habsburg d'Àustria quan es va casar amb Anna d'Àustria.
La Reforma Protestant fou una sèrie de moviments religiosos que van sorgir el segle xvi, amb la intenció de renovar l'Església Catòlica a l'Europa Occidental. Tot i que la intenció inicial era la renovació, els moviments van acabar amb l'escissió dels grups reformistes i amb l'establiment de noves institucions, principalment, el luteranisme, el calvinisme i l'anabaptisme. La crisi del protestantisme s'allargà fins a principis del segle xvii. La petita ciutat de Donauwörth es rebel·là el 1608 i es produïren enfrontaments entre catòlics i protestants fins que el Maximilià I de Baviera entrà a la ciutat amb les seves tropes i hi restablí el culte catòlic. En aquest mateix any es va celebrar a Ratisbona la Dieta General per a recaptar diners, car l'imperi s'havia vist minvat amb tantes revoltes, i els protestants es negaren a donar diners i abandonaren la Dieta. Dies després els sis prínceps protestants signaran la Unió Protestant, liderada per Frederic V, Príncep elector del Palatinat. Enfront de la Lliga protestant es va crear la lliga catòlica, liderada per Maximilià I, elector de Baviera.

### La guerra dels Trenta Anys
Ferran, fill de Carles II d'Àustria Interior, educat pels jesuïtes, fou un dels més ferms partidaris de la contrareforma antiprotestant i un dels caps de la lliga alemanya catòlica que suprimir tota mostra de fe no catòlica als seus territoris. En 1617, va ser escollit rei de Bohèmia, el 1618 rei d'Hongria, i el 1619, emperador, reunificant el patrimoni. El nombre relativament gran de protestants en el regne, incloent alguns dels nobles aviat va provocar la revolta de Bohèmia, i la defenestració de Praga de 22 de maig de 1618 obrí pas a la guerra dels Trenta Anys. Els bohemis buscaran l'ajut dels enemics tradicionals dels Habsburg però només van trobar el suport del l'Electorat del Palatinat, i amb la Guerra dels Vuitanta Anys suspesa per la Treva dels Dotze Anys, els Terços de Ambrosi Spinola envaïren el Baix Palatinat des de Flandes, mentre els imperials obrien fronts a Lusàcia i al sud de Bohèmia intentant obrir-se camí cap a Praga. En la batalla de la Muntanya Blanca, el novembre de 1620, les tropes imperials van obtenir una ràpida victòria sobre l'exèrcit del rei de Bohèmia, que va fugir davant l'atac enemic. Els nobles txecs van perdre els seus privilegis polítics i part de les seves possessions i van sofrir una dura repressió, ja que calvinistes i luterans foren obligats a abjurar de la seva fe o exiliar-se i els territoris de la Corona de Bohèmia van passar als Habsburg, i Espanya va obtenir una part del Palatinat i ocupà la Valtellina al Camí dels espanyols entre les possessions italianes i els territoris d'Àustria, a través de Suïssa.
L'aliança entre els Habsburg alemanys i els Habsburg hispànics va provocar l'aliança de tots els seus potencials enemics i rivals a Europa Gustau II Adolf de Suècia, Cristià IV de Dinamarca, les Províncies Unides i sobretot Lluís XIII de França. El rei de Dinamarca s'avançà al rei Suècia per temor que aquest dominés el mar Bàltic després de la guerra, però Ferran va aconseguir frenar-lo amb l'exèrcit d'Albrecht von Wallenstein i després de la victòria a la batalla de Lutter de 1626 els catòlics acabaran per entrar en el Regne de Dinamarca i s'apoderaran dels regnes independents de Mecklenburg, Pomerània i Jutlàndia. Els imperials no van marxar d'aquesta zona fins que no se signà el Tractat de Lübeck de 1629 a canvi d'un gran impost de guerra. L'emperador dugué a terme una violenta recatolització i l'Edicte de Restitució de 1629 suposà una dura repressió a la població protestant i la devolució a l'Església de tots els territoris que havien passat a poder dels protestants amb l'edicte de Nassau de 1552. Aquest edicte posà en peu de guerra els principats alemanys més importants.
Gustau II Adolf, que cobejava Pomerània i no volia que el poder catòlic s'instal·lés al nord d'Alemanya, el 1631 va envair Pomerània i Mecklenburg, i va conquerir gran part del nord i centre d'Alemanya i continuà avançant cap al sud empenyent els imperials i la Lliga Catòlica a Westfàlia, Baviera i Àustria. Entre 1632 i 1635 Baviera queda ocupada pels suecs, que intenten un acostament a Viena sense poder assetjar-la. Els imperials envairen Saxònia i Gustau II Adolf morí en la batalla de Lützen sent succeït per Cristina de Suècia. L'emperador aconseguí la victòria en la batalla de Nördlingen el 1634, que serví per pactar condicions més favorables amb els protestants moderats i fer fora els suecs. La Pau de Praga el 1635 aconseguí un pacte amb la majoria d'estats protestants amb la cessió de Lusàcia a Saxònia, però la guerra continuà a causa de la intervenció en terrenys alemanys d'Espanya, Suècia i França. Encara que França era un país majoritàriament catòlic, era un rival de l'Imperi i d'Espanya, i entrà en la guerra al costat protestant però després de ser derrotat per Carles IV de Lorena i Matthias Gallas al Rin, Alsàcia i Lorena, els exèrcits francesos es van mantenir centrats en la defensa, i la seva reconquesta. Ferran va morir el 1637, deixant al seu fill Ferran III emperador, IV d'Habsburg o Àustria, un imperi enredat en una guerra cada vegada més desfavorable.

### Després de la pau de Westfàlia

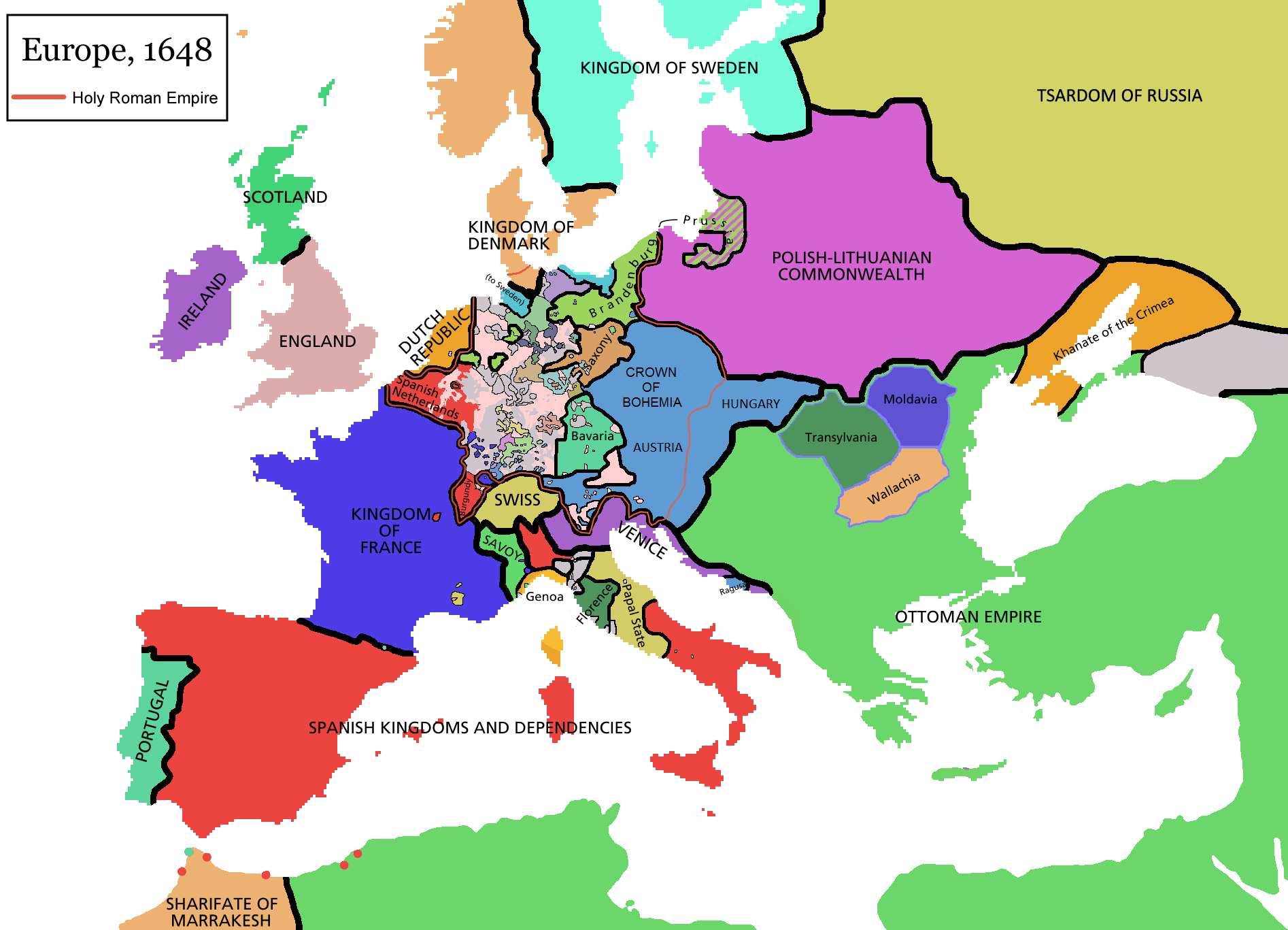
Mapa d'Europa de 1648, després de la Pau de Westfalia.

La Pau de Westfàlia, signada a Münster el 1648, va posar fi a la guerra dels Trenta Anys i va comportar que l'imperi patís importants pèrdues territorials i el reconeixement de la independència de les Províncies Unides per part de la monarquia hispànica després d'una intensa activitat diplomàtica, que junt amb Portugal van aprofitar la guerra per declarar-se independents. L'Antiga Confederació Suïssa era reconeguda com a nació plenament independent tot i que ja estaven fora de la legislació imperial pel tractat de Basilea de 1499 que va cloure la Guerra de Suàbia. Els Tres Bisbats, efectivament sota control francès des de 1552, foren oficialment cedits a França, juntament amb el Sundgau i el Breisach i la supremacia sobre la Decàpolis alsaciana de la línia cadet tirolesa dels Habsburg. Suècia guanyava la Pomerània Occidental, Wismar, Bremen i Verden i un vot a la Dieta Imperial. Brandenburg-Prússia rebia la Pomerània Oriental, els bisbats secularitzats de Halberstadt i Minden i el dret de successió del també secularitzat Arquebisbat de Magdeburg. Baviera va conservar la seva dignitat electoral que havia guanyat a l'inici de la guerra, creant-se un nou (el vuitè) estament electoral que escollia el Sacre Emperador Romà.
El poder de l'emperador es trencava, l'intent de Ferran de governar l'Imperi segons l'absolutisme va fracassar i es va posar fi a la dominació secular de l'Imperi sobre tot el cristianisme, però l'imperi i l'oficina imperial van continuar sent importants tot i que l'estat nació passava a ser el nivell més alt de govern sense estar subordinat a cap altre. A partir d'ara les institucions de l'imperi estarien ocupades a parts iguals per catòlics i protestants i els estaments imperials podien fer valer drets considerables. Els territoris més grans es van beneficiar més de les noves regulacions, entre les que estaven que els estats van rebre el dret a formar aliances amb potències estrangeres sempre que no fos contra l'emperador o l'imperi, i determinar una altra vegada el protestantisme com la religió oficial de les seves terres, tot i que es va sancionar la implementació de la Contrareforma als països centrals de Ferran i es donava reconeixement legal als calvinistes. Tres noves grans potències internacionals sorgiren d'aquesta pau: l'imperi Suec, les Províncies Unides Holandeses i el regne de França, tot i que el temps de Suècia com a gran potència seria breu.
En el congrés de pau de Nuremberg de 1649 i 1650 es va dur a terme la retirada definitiva de les tropes estrangeres i l'acord polític de la relació amb Suècia i França durant la qual les hostilitats gairebé van començar de nou. L'emperadriu Maria Anna d'Espanya havia mort el 13 de maig de 1646 a conseqüència de les afeccions creades arran del seu últim part, el de l'arxiduquessa Maria que també morí. La seva filla Maria Anna fou promesa del príncep d'Astúries Baltasar d'Habsburg, però aquest morí el 1646. Ferran es va tornar a casar amb una altra cosina germana, Maria Leopoldina d'Àustria el 2 de juliol de 1648 en una cerimònia celebrada a Linz notablement esplèndida. El matrimoni, però, va durar poc més d'un any i va acabar amb la mort prematura de la mateixa Maria Leopoldina en el part. El 7 d'octubre de 1649 Marianna contragué matrimoni amb el pare del que havia estat el seu promès, el seu oncle Felip IV, un monarca que, havent enviudat i havent perdut el seu fill i hereu, optava així a una probable descendència masculina.
El juliol de 1658, més d'un any després de la mort del seu pare, Leopold I va ser elegit emperador del Sacre Imperi Romanogermànic a Frankfurt en oposició al cardenal Mazzarino, que va intentar coronar Ferran Maria de Baviera o d'algun altre príncep no Habsburg. Va governar el Sacre Imperi Romanogermànic fins a la seva mort el 1705, convertint-se en el segon emperador dels Habsburg amb més temps (46 anys i 9 mesos). La primera guerra de Leopold va ser la Segona Guerra del Nord entre 1655 i 1660 en la que el rei Carles X Gustau de Suècia va intentar convertir-se en rei de la Confederació de Polònia i Lituània amb l'ajuda d'aliats com el príncep de Transsilvània Jordi Rákóczi II. El pare de Leopold s'havia aliat amb el rei Joan II Casimir Vasa de Polònia el 1656, i el 1657, Leopold va ampliar aquesta aliança per incloure les tropes austríaques (pagades per Polònia), van ajudar a derrotar l'exèrcit de Transsilvània i van fer campanya fins a Dinamarca, i la guerra va acabar amb el Tractat d'Oliwa el 1660.
El regnat de Leopold és conegut pel conflictes amb l'Imperi Otomà. En 1663, els otomans van endegar una desastrosa invasió d'Àustria, que finalitzà en la batalla de Sant Gotard, guanyada pels cristians. Els austríacs no van poder donar continuïtat a aquesta victòria i van haver de signar la pau de Vasvár favorable als otomans a causa de l'amenaça francesa a la frontera occidental, El conflicte va esclatar de nou amb la Gran Guerra Turca, que va tenir lloc entre 1683 i 1699. La victòria de les potències de la Sagrada Lliga (els Habsburg, Polònia, Venècia, i Rússia) va venir de mans dels talents militars del príncep Carles V de Lorena, qui el setembre de 1683, amb el suport del rei polonès Joan III Sobieski, va atacar i derrotar els turcs que assetjaven Viena i va dirigir diverses expedicions a l'Hongria ocupada pels otomans, conquerint Budapest el 1686, i després de la batalla de Mohács l'any següent, Eslavònia i Transsilvània. Amb el tractat de Karlowitz, Leopold va recuperar gairebé tot el Regne d'Hongria, que havia caigut sota el poder turc els anys posteriors a la batalla de Mohács de 1526 i marcà l'inici del replegament otomà als Balcans.
La rivalitat amb el seu cosí germà Lluís XIV de França a l'oest va portar a tres guerres contra França: la guerra Francoholandesa entre 1672 i el 1678, que acabà amb el Tractat de Nimega, la Guerra dels Nou Anys que finalitzà pel tractat de Rijswijk el 1697 amb la devolució de Lorena i Luxemburg a Leopold, i la Guerra de Successió Espanyola, quan Leopold va promoure el Pacte mutu de successió entre els seus fills, els arxiducs Josep i CarlesCarles, intentant donar al seu fill petit l'herència espanyola sense tenir en compte el testament del difunt Carles II de Castella, que havia designat a Felip d'Anjou, i Leopold va iniciar una guerra que aviat va engolir bona part d'Europa. Els primers anys de la guerra van anar força bé per a Àustria, amb victòries a la batalla de Schellenberg i la batalla de Blenheim, però la guerra s'allargaria fins al 1714, nou anys després de la mort de Leopold, i amb prou feines va tenir efectes en els altres estats en guerra, però a la Corona d'Aragó va dur als decrets de Nova Planta.
Josep I rebé la Corona d'Hongria l'any 1687 i el títol de rei de Romans que l'identificaven inequívocament com a hereu d'Àustria i del Sacre Imperi Romanogermànic, i el 1705 succeí com a emperador al seu pare, concentrant-se en la lluita els francesos durant la Guerra de Successió Espanyola recolzant la causa del seu germà el príncep Carles d'Àustria per aconseguir la corona hispànica. El príncep Eugeni de Savoia dugué a terme diverses campanyes al nord d'Itàlia en contra de les tropes del rei francès, Lluís XIV de França, i recolzà monetàriament i amb homes les tropes del britànic duc de Malborough a Flandes i Alemanya. Malgrat tot, durant aquest període l'emperador hagué de fer front a una forta revolta a Hongria en contra el poder habsburg, i després de pacificar el territori hongarès no exercí una forta repressió política amb la qual cosa guanyà certa popularitat al país. Fou un dels primers monarques a demostrar certa aversió en contra dels jesuïtes. Aquesta aversió la mostrarien altres monarques europeus posteriorment. Fou un enamorat de les arts, la música i la caça. Josep inicià certes gestions per proclamar una Pragmàtica Sanció en favor de l'abolició de la Llei Sàlica. Aquesta política continuà en el govern del seu germà Carles.
Estant la Guerra de Successió Espanyola en curs i en un punt crític, quan Carles perdia a la península i els seus aliats guanyaven a l'exterior, el seu germà, l'emperador Josep I, va morir sobtadament, per la qual cosa es va dirigir a Viena per assumir la successió al tron imperial, provocant un canvi de suports de les potències europees. El 1711 Carles VI va ser coronat emperador i la Guerra de Successió Espanyola va finalitzar amb la signatura el 1713 del Tractat d'Utrecht i el 1714 del Tractat de Rastatt i el Tractat de Baden, en aplicació dels quals Felip V fou reconegut com a rei d'Espanya amb la condició de renunciar als seus drets al tron francès, evitant així la unió de les dues corones; L'Imperi va annexionar-se gran part dels antics dominis espanyols a Itàlia i als Països Baixos. Carles va promulgar la Pragmàtica Sanció del 1713 davant la falta de fills mascles, que establia la indivisibilitat del regne i permetia l'ascens de les dones al tron imperial. El seu fill Leopold va néixer en 1716 i va morir poc després, i un any més tard va néixer María Teresa. L'any següent va veure l'arribada d'una altra noia, Maria Anna.
Carles va haver de fer front als atacs dels turcs entre 1716-1718 i conquerí part de terres turques a Valàquia i Sèrbia, arribant fins al Danubi, però perdé els guanys a la guerra de 1737 a 1739. Fins al 1725 amb el Tractat de Viena no renuncià a la corona hispana, per a ell i per als seus descendents. Carles VI d'Àustria morí el 20 d'octubre de 1740 a Viena però el seu intent per aconseguir que la seva filla fou hereva foren contestats per França, Prússia, Baviera i Saxònia, que van iniciar la Guerra de Successió Austríaca amb la invasió de Silèsia per Frederic el Gran.

### Implosió
Després de la mort de Carles VI el 1740, l'imperi va entrar en una crisi que va posar en evidència la seva decadència final. L'aparició de Prússia sota el regnat de Frederic II el Gran i les successives guerres: successió austríaca i dels set anys, serien les més importants. Fins i tot durant la Guerra de Successió Austríaca, Maria Teresa I d'Àustria va centrar la seva atenció en les reformes guiades pel despotisme il·lustrat, L'emperadriu va aprendre de les reformes militar i educativa de Prússia, i creia que l'aparell estatal central i absolutista havia de substituir les institucions estamentals obsoletes i fragmentades. A la mort del seu marit Francesc l'any 1765, el seu fill Josep va esdevenir emperador i va ser fet corregent per la seva mare als dominis austríacs. Com a emperador, tenia poc poder veritable, doncs la seva mare havia decidit que ni el seu marit ni el seu fill l'havien de privar mai del control sobirà dels seus dominis hereditaris. Josep, en amenaçar amb renunciar al seu lloc com a corregent, va induir la seva mare a reduir la seva antipatia per la tolerància religiosa.
A la mort del seu pare l'any 1740 tan sols el Regne Unit s'havia compromès fermament a donar suport a Maria Teresa com a arxiduquessa, i dos mesos després Frederic el Gran va envair i annexionar la major part de Silèsia Carles Albert de Baviera, gendre de l'emperador Josep I va rebutjar la Pragmàtica Sanció del 1713 i va reclamar els territoris alemanys dels Habsburg, aliant-se amb França i Espanya pel tractat de Nymphenburg. Una força combinada franco-bavaresa va creuar el Rin el 15 d'agost avançant pel Danubi cap a Viena, i mentre Frederic completava la conquesta de Silèsia, Maurici de Saxònia va prendre Praga el 26 de novembre de 1741, permetent que Carles Albert de Baviera fos coronat rei de Bohèmia el 9 de desembre a Praga, i el 24 de gener de 1742 emperador, privant els Habsburg d'un títol electiu que ostentaven ininterrompudament des del segle xiv.
Maria Teresa va derrotar els franco-bavaresos a la batalla de Sankt Pölten, avançant pel Danubi i recuperant Bohèmia i l'Alta Àustria, mentre una segona columna a través del Tirol prenia Múnic. Frederic va derrotar de nou els austríacs a la batalla de Chotusitz en 1742, signant el Tractat de Berlín i el Tractat de Breslau en 1742, pels que Maria Teresa es veié obligada a lliurar Silèsia a Prússia i va recuperar Praga. Prússia es va tornar a unir a la guerra per evitar que Àustria recuperés Silèsia, envaint Bohèmia a mitjans de 1744. A la mort de Carles Albert de Baviera en 1745 França no va fer cap esforç per bloquejar l'elecció del duc Francesc, i reforçada per aquesta important victòria política, va continuar els seus intents de recuperar Silèsia sent derrotada en la batalla de Soor el 30 de setembre. El 15 de desembre, els prussians van forçar Saxònia a sortir de la guerra amb la victòria a la batalla de Kesselsdorf, que va conduir al Tractat de Dresden. La guerra mostrà la debilitat de Maria Teresa, que hagué de pagar un alt preu per consolidar-se com a hereva del seu pare. Maria Teresa cedia a Prússia el ducat de Silèsia i a canvi acceptava Francesc de Lorena com a nou emperador. Maria Teresa cedia a Espanya els ducats italians de Parma, Piacenza i Guastalla, i Savoia rebria part del ducat de Milà. D'aquesta manera, Prússia, Espanya, Savoia i França acceptaven Maria Teresa com a hereva del seu pare. Aquest acord quedà reflectit en el Tractat d'Aquisgrà de 1748.
Maria Teresa intentà reconquerir Silèsia i la rivalitat austroprussiana va fer que Frederic el Gran, que havia rebut informes dels enfrontaments a Amèrica del Nord, formés una aliança amb Jordi II de la Gran Bretanya pel tractat de Westminster, i en resposta, l'Arxiducat d'Àustria i el França signaren el Tractat de Versalles, una inversió en el sistema d'aliances europees vigent fins aleshores, que va degenerar en la Guerra dels Set Anys (1756-63), en què Prússia, aliada amb el Regne Unit i el Regne de Hannover, feu front amb èxit a la coalició constituïda per Àustria, Saxònia, Rússia i França. La guerra començà en sòl europeu el 29 d'agost de 1756 quan Frederic va atacar l'Electorat de Saxònia, va poder ocupar Dresden i Saxònia es rendeix el 15 d'octubre, havent retardat la campanya prussiana. Frederic l'abril de 1757 va envair Bohèmia, vencent el 6 de maig a la Batalla de Praga i va posar setge a la ciutat. El mariscal von Daun va derrotar Frederic a la batalla de Kolin el 18 de juny obligant-lo a retirar-se. Frederic derrota als aliats a la batalla de Leuthen i caigué Breslau i amb ella el control austríac de Silèsia. El 1763, la guerra a l'Europa central estava en un punt mort entre Prússia i Àustria. Prússia havia recuperat gairebé tota Silèsia. Àustria, però, com la majoria de participants, s'enfrontava a una greu crisi financera i va haver de reduir la mida del seu exèrcit afectar molt el seu poder ofensiu. En aquell moment, Àustria encara controlava Dresden, el sud-est de l'Electorat de Saxònia i el comtat de Glatz al sud de Silèsia, però la perspectiva de la victòria era feble sense el suport rus, i Maria Teresa I d'Àustria havia abandonat en gran part les seves esperances de reconquerir Silèsia; el seu canceller, el seu marit i el seu fill gran la van instar a fer les paus, mentre que Daun va dubtar a atacar Frederic. El 1763 es va arribar a un acord de pau amb el Tractat de Hubertusburg, en què Glatz va ser retornat a Prússia a canvi de l'evacuació prussiana de Saxònia. Això va acabar amb la guerra al centre d'Europa.

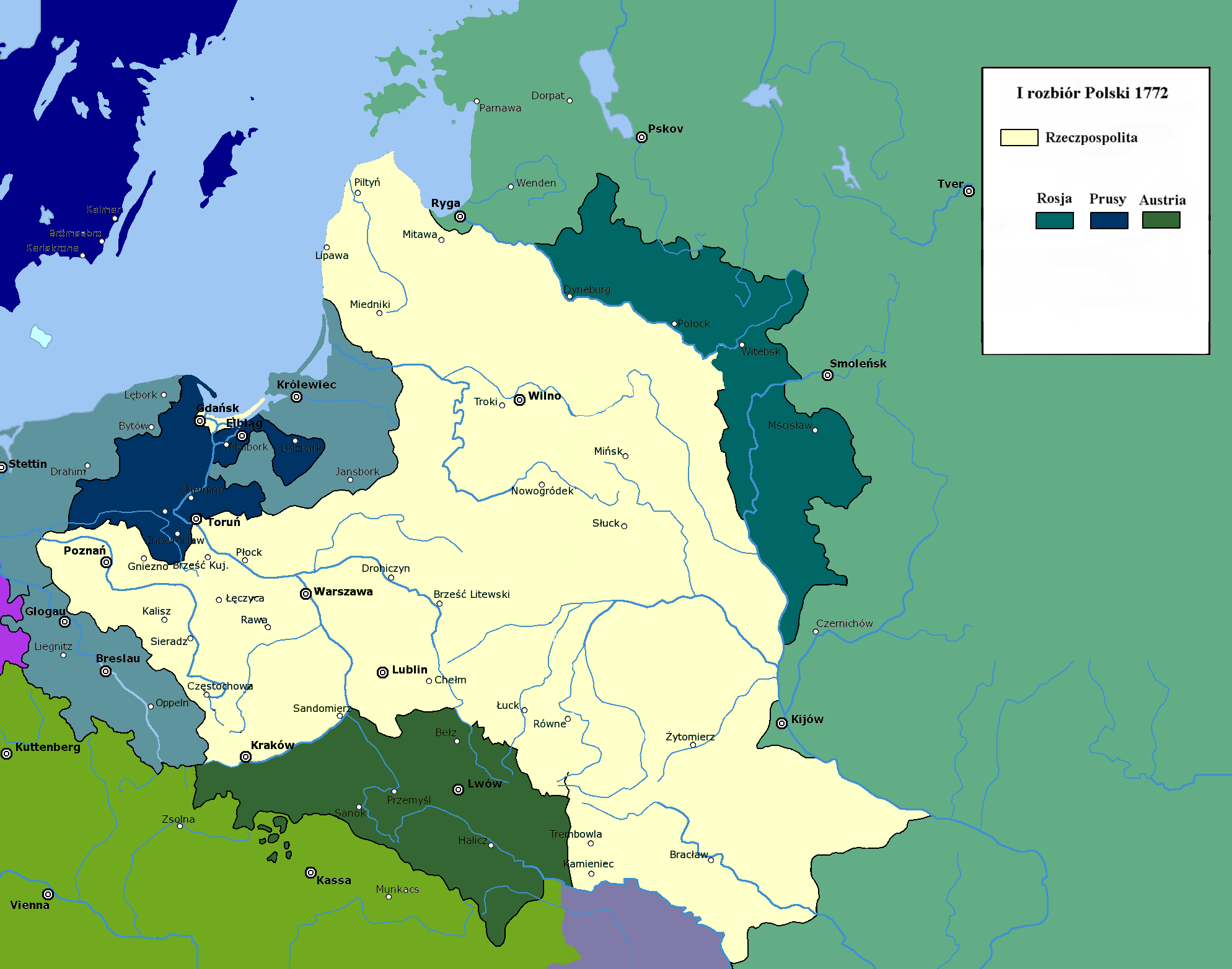
Les terres arrabassades per les tres potències en la partició de Polònia

La Confederació de Bar, oposada a Estanislau August Poniatowski i la influència russa a Polònia, prengué fortificacions i ciutats desafiant l'autoritat del monarca amb l'oposició de grans aristòcrates que van demanar suport militar i financer a l'Imperi Rus i Prússia, mentre que els confederats van demanar auxili a Àustria, donant el pretext per a una intervenció militar. A principis d'agost, els exèrcits dels tres països van envair la confederació i van ocupar els territoris que s'havien acordat repartir. A Àustria li van correspondre Zator i Auschwitz (Oświęcim), part de la Petita Polònia amb parts dels comtats de Cracòvia i Sandomierz (amb les riques mines de sal de Bochnia i Wieliczka), i la totalitat de Galítsia, menys la ciutat de Cracòvia.
En 1778, després de la mort sense fills de Maximilià III Josep de Baviera, els austríacs van ocupar Baviera, i Frederic, que no acceptava reforçar el poder i la influència d'Àustria al sud d'Alemanya i interferir en la seua intenció d'unir Prússia amb els marcgraviats d'Ansbach i Bayreuth, va convèncer Carles de Zweibrücken, següent en la línia de successió bavaresa, i a l'elector de Saxònia Frederic August III, que reclamava una altra part de Baviera, a protestar, i com Àustria es va negar a retirar-se de Baviera, al juliol de 1778, Frederic i el príncep Enric van envair el regne Habsburg de Bohèmia; les forces austríaques a les ordres de Josep II van mantenir les seues posicions al llarg de la frontera entre Silèsia i l'Arxiducat d'Àustria. El Tractat de Teschen de 1779 va posar fi a la guerra. amb el retorn a Baviera tot el territori que havia adquirit, accedir a la futura unió de Prússia amb Ansbach i Bayreuth; i finalment, una indemnització per l'elector de Saxònia.

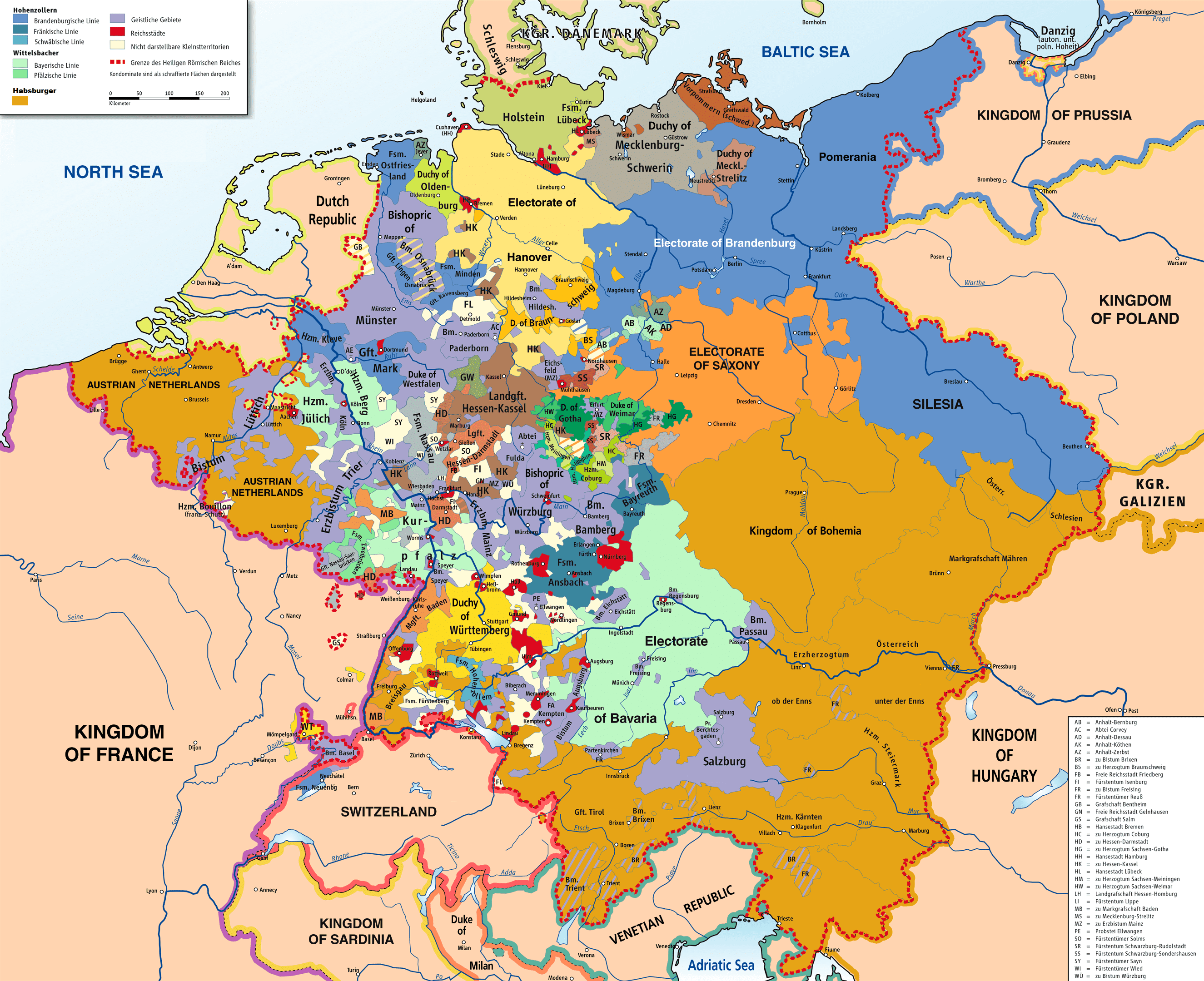
L'imperi i les seves subdivisions i vassalls en 1789

La Revolució Francesa va impressionar profundament Francesc I d'Àustria i va arribar a desconfiar del radicalisme en qualsevol forma, va establir una àmplia xarxa d'espies policials i censors per controlar la dissidència i la censura també va prevaler. El 20 d'abril de 1792, l'Assemblea Nacional francesa declarà la guerra a Àustria i envaí els Països Baixos austríacs però amb l'exèrcit completament desorganitzat, es produïren desercions en massa i el juliol, les forces prussianes van conquerir amb facilitat les fortaleses de Longwy i Verdun sur Meuse i el príncep de Condé proclamà el Manifest de Brunswick pel què el propòsit dels aliats era restablir Lluís XVI de França, causant una revolta a París, l'empresonament de la família reial i a la proclamació de la Primera República Francesa. Les relacions entre Àustria i França s'agreujaren amb l'execució de l'arxiduquessa Maria Antonieta d'Àustria i els austríacs declararen la guerra a França i formant la Primera Coalició, que uní els exèrcits austríacs, prussians i d'altres estats alemanys contra França. L'avenç de les forces austroprussianes a França quedà deturat amb el triomf dels exèrcits revolucionaris a la batalla de Valmy i Prússia va retirar-se de França. Els francesos aconseguiren ocupar Niça i Savoia i formaren la República Lígur, mentre el general Adam Philippe va arribar a Frankfurt. Als Països Baixos, Dumouriez derrotà els austríacs a la batalla de Jemappes el 6 de novembre, cosa que li va permetre ocupar el territori a principis de l'hivern. La Primera Coalició conclogué amb la firma del Tractat de Campo Formio on els francesos obtingueren definitivament Bèlgica, el control sobre gran part de la vall del Rin i la península italiana i la divisió de la República de Venècia entre Àustria i França. Els austríacs i el Regne Unit crearen una Segona Coalició amb l'entrada de Rússia el 1799 obrint fronts a Itàlia i Suïssa. Els èxits inicials de la Coalició canviaren a partir de 1800 quan Napoleó Bonaparte va enviar al General Moreau a Alemanya, i ell va travessar els Alps derrotant els austríacs a la batalla de Marengo, negociant la retirada austríaca del Piemont, Ligúria i la Llombardia. Moreau vencé a les batalles d'Engen, Stockach, Moëskirch, Hochstadt, amb les que els austríacs van retirar-se fins al riu Inn, i els francesos van assegurar la riba esquerra del Danubi i prendre Múnic, i després Moreau va guanyar la batalla de Hohenlinden, avançant en direcció cap a Viena, i els austríacs van demanar la pau amb l'armistici de Steyr el 25 de desembre. Entretant en la batalla del riu Mincio el general Guillaume Brune va derrotar els austríacs que van retrocedir fins a Treviso, on es va signar un armistici que portaria al tractat de Lunéville el febrer de 1801 quan els francesos estaven a 80 km de Viena, acceptant el control francès sobre el riu Rin i les repúbliques-satèl·lit franceses de la República Lígur i la República Batava. La Tercera Coalició fou firmada entre Àustria, Regne Unit i Rússia el 1805. El gran enfrontament fou la batalla d'Austerlitz on l'exèrcit de la Coalició fou anorreat per l'exèrcit francès i hagué d'acceptar els termes del tractat de Pressburg. Els Habsburg van perdre les seves últimes possessions a Itàlia, Llombardia va tornar a França, i Venècia, Ístria i Dalmàcia es van afegir al Regne napoleònic d'Itàlia mentre que el Tirol i el Vorarlberg van caure en mans de Baviera. Amb aquests guanys territorials, amb el consentiment de Napoleó, a principis de 1806 es va establir el Regne de Baviera i el Regne de Württemberg. Napoleó declarava la constitució de l'Imperi abolida i els principats del Rin es van independitzar l'1 d'agost de 1806 formant la Confederació del Rin, i el 6 d'agost de 1806 el Sacre Imperi Romanogermànic desapareixia formalment hi renunciava, i els dominis de Francesc es limiten al nou Imperi Austríac. Els successors de Francesc II van continuar titulant-se emperadors d'Àustria fins al 1918. L'emperador esdevingué emperador d'Àustria i obtingué diferents territoris secularitzats entre els quals destaca el Bisbat de Salzburg.

## Primer Reich alemany
Després de la unificació d'Alemanya com un estat nació el 1871 (vegeu Imperi Alemany), el Sacre Imperi Romanogermànic va passar a conèixer-se com el Primer Reich. L'Alemanya nazi va passar a referir-se a si mateixa com el Tercer Reich, comptant l'imperi de 1871 com el segon, per, d'aquesta manera, vincular-se amb un passat idealitzat i presentar-se a si mateixa com a continuïtat d'un ens de tradició ancestral.